# Secret Garden

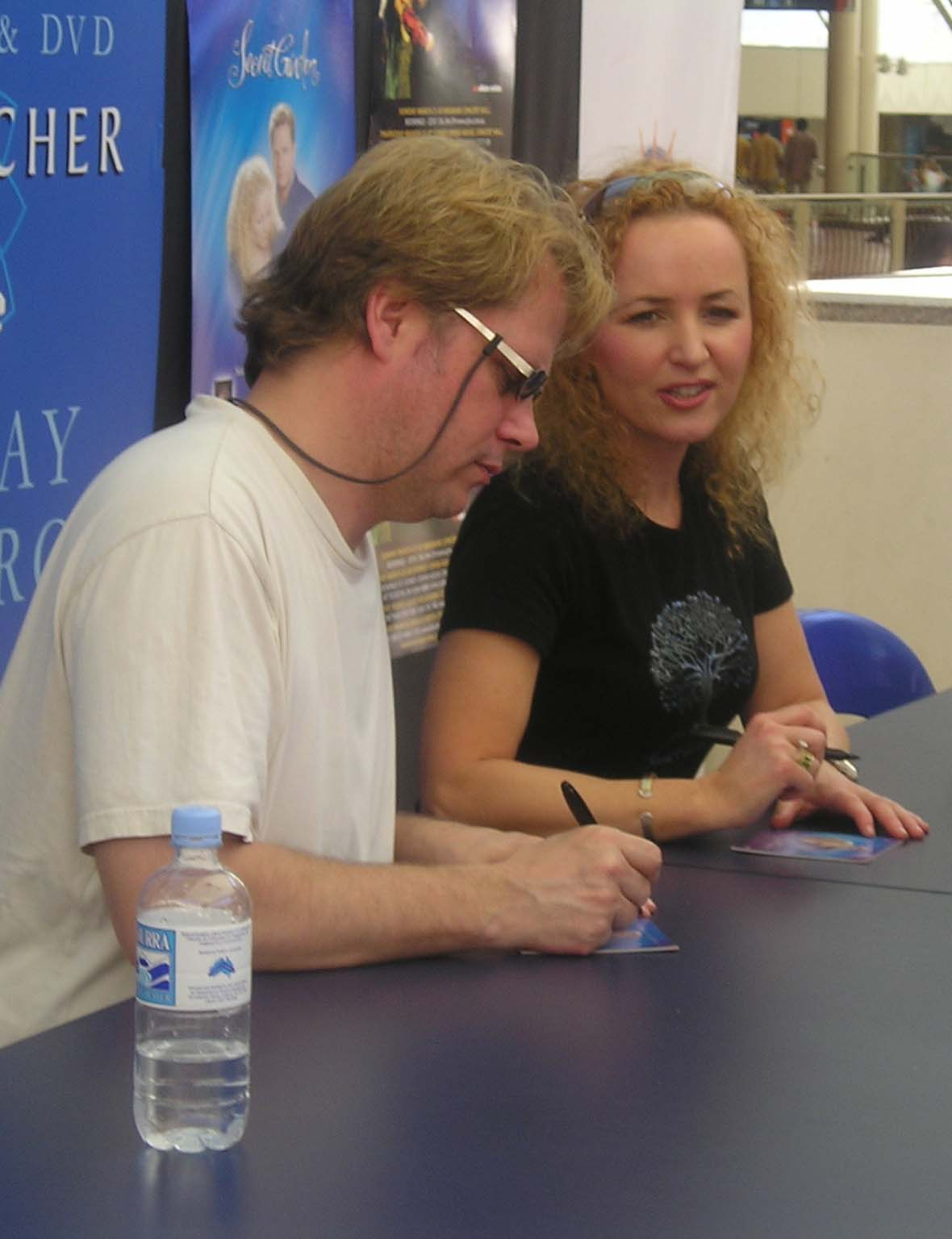
Fionnuala Sherry & Rolf Løvland

Secret Garden ist eine instrumentalorientierte Band aus Norwegen. Mitglieder sind der norwegische Keyboarder und Komponist Rolf Løvland sowie die irische Geigerin Fionnuala Sherry.

## Karriere
Die 1994 gegründete Formation wurde 1995 durch den Sieg beim Eurovision Song Contest 1995 einer breiteren Öffentlichkeit bekannt, den zweiten für Norwegen nach 1985, als das Duo Bobbysocks mit La det svinge (eine Komposition von Rolf Løvland) erfolgreich war. Dabei sorgte die Gruppe insofern für Aufsehen, als ihr Siegertitel Nocturne aus gerade einmal 24 Wörtern bestand und ansonsten instrumental vorgetragen wurde. Weniger Wörter hatte noch nie ein Titel beinhaltet, der am ESC teilnahm. Ferner erlangte Nocturne Bekanntheit als Teil des Soundtracks des Films Shrek – Der tollkühne Held.
Auch zu anderen Filmen konnte die Gruppe Lieder beitragen. So ist das Stück Adagio im Film 2046 zu hören.
Das vielleicht bekannteste Lied von Secret Garden ist You Raise Me Up aus dem Album Once In A Red Moon. Während eines Interviews 2010 im norwegischen Radio Norge hat Løvland geschätzt, dass dieser Song bis zu diesem Zeitpunkt etwa 500 Mal gecovert wurde, unter anderem von Josh Groban, Celtic Woman, Westlife und Il Divo.
Stilistisch ist Secret Garden dem Bereich des New Age und Irish Folk zuzuordnen. Auch heute, mehr als fünfundzwanzig Jahre nach ihrer Gründung, ist die Gruppe in diesem Musikgenre sehr erfolgreich. So belegte das Album Earthsongs den ersten Platz in den US-amerikanischen Billboard-Charts der Kategorie New Age.

## Diskografie

### Studioalben
| Jahr | Titel                              | Höchstplatzierung, Gesamtwochen, AuszeichnungChartsChartplatzierungen (Jahr, Titel, Platzierungen, Wochen, Auszeichnungen, Anmerkungen) | Anmerkungen                                                  |
| Jahr | Titel                              | NO | Anmerkungen                                                  |
| ---- | ---------------------------------- | --- | ------------------------------------------------------------ |
| 1995 | Songs from a Secret Garden         | NO1 Platin · (39 Wo.)NO | Erstveröffentlichung: 16. April 1995                         |
| 1997 | White Stones                       | NO6 Gold · (15 Wo.)NO | Erstveröffentlichung: 15. April 1997                         |
| 1999 | Dawn of a New Century              | NO10 (8 Wo.)NO | Erstveröffentlichung: 20. April 1999                         |
| 2001 | Once in a Red Moon                 | NO2 (19 Wo.)NO | Erstveröffentlichung: 27. Dezember 2001                      |
| 2005 | Earthsongs                         | NO9 (10 Wo.)NO | Erstveröffentlichung: 8. März 2005                           |
| 2007 | Inside I’m Singing                 | NO1 (23 Wo.)NO | Erstveröffentlichung: 26. November 2007                      |
| 2011 | Winter Poem                        | NO5 (8 Wo.)NO | Erstveröffentlichung: 8. November 2011                       |
| 2013 | Just the Two of Us                 | NO6 (4 Wo.)NO | Erstveröffentlichung: 27. Dezember 2013                      |
| 2016 | Live at Kilden                     | NO18 (2 Wo.)NO | Erstveröffentlichung: 1. April 2016                          |
| 2019 | Storyteller                        | — | Erstveröffentlichung: 26. April 2019                         |
| 2020 | Sacred Night                       | NO37 (1 Wo.)NO | mit Cathrine Iversen Erstveröffentlichung: 27. November 2020 |
| 2021 | Sacred Night – The Christmas Album | — | mit Cathrine Iversen Erstveröffentlichung: 29. Oktober 2021  |
| 2024 | Songs in the City of Time          | — | Erstveröffentlichung: 20. September 2024                     |

### Kompilationen
| Jahr | Titel      | Höchstplatzierung, Gesamtwochen, AuszeichnungChartsChartplatzierungen (Jahr, Titel, Platzierungen, Wochen, Auszeichnungen, Anmerkungen) | Anmerkungen                         |
| Jahr | Titel      | NO | Anmerkungen                         |
| ---- | ---------- | --- | ----------------------------------- |
| 1998 | Fairytails | NO18 (3 Wo.)NO | Erstveröffentlichung: Dezember 1998 |
| 1999 | Highlights | NO30 (2 Wo.)NO | Erstveröffentlichung: Januar 1999   |

Weitere Kompilationen
- 2001: Dreamcatcher
- 2004: The Best Of Secret Garden
- 2004: The Ultimate Secret Garden
- 2004: Dreamcatcher: The Best Of Secret Garden
- 2006: The Best Of Secret Garden
- 2018: You Raise Me Up (The Collection)

## Auszeichnungen für Musikverkäufe
| Goldene Schallplatte - Belgien - 1995: für das Album Songs from a Secret Garden - Neuseeland - 1996: für das Album Songs from a Secret Garden |

Anmerkung: Auszeichnungen in Ländern aus den Charttabellen bzw. Chartboxen sind in ebendiesen zu finden.
| Land/RegionAuszeichnungen für Musikverkäufe (Land/Region, Auszeichnungen, Verkäufe, Quellen) | Gold     | Platin  | Verkäufe | Quellen         |
| -------------------------------------------------------------------------------------------- | -------- | ------- | -------- | --------------- |
| Belgien (BRMA)                                                                               | Gold1    | —       | 25.000   | ultratop.be     |
| Neuseeland (RMNZ)                                                                            | Gold1    | —       | 7.500    | Einzelnachweise |
| Norwegen (IFPI)                                                                              | Gold1    | Platin1 | 75.000   | ifpi.no         |
| Insgesamt                                                                                    | 3× Gold3 | Platin1 |          |                 |